# Longchamp (Alta Marna)
Longchamp, Haute-Marne là một xã thuộc tỉnh Haute-Marne trong vùng Grand Est đông bắc nước Pháp. Xã này nằm ở khu vực có độ cao trung bình 453 mét trên mực nước biển.